# Tenuiplanta
Tenuiplanta es un género de ácaros perteneciente a la familia Diarthrophallidae.

## Especies
- Tenuiplanta R. O. Schuster & F. M. Summers, 1978
  - Tenuiplanta crossi (Hunter & Glover, 1968)
  - Tenuiplanta polypora Schuster & Summers, 1978